# Rossington Collins Band
Rossington Collins Band bio je američki rock sastav.
Tijekom povratka s koncerta sastava Lynyrd Skynyrd, 20. listopada 1977. došlo je do rušenja zrakoplova u blizini Gillsburga, Mississippi u kojem su živote izgubili Ronnie Van Zant, Steve Gaines i Cassie Gaines. Ostatak članova sastava koji je preživio uz teške ozljede izjavio je da sastav prestaje s radom.
Ipak, nakon dvije godine su se okupili (osim Pyea) i nastavili s radom kao Rossington Collins Band. U ulozi glavnog vokala bila je dotadašnja članica sastava .38 Special Dale Krantz, poslije supruga Garyja Rossingtona. Debitantski album Anytime, Anyplace, Anywhere izdan 1980. doseže zlatnu nakladu. Nedugo nakon toga, umire Collinsova supruga kojoj u spomen izdaju sljedeći (i zadnji) studijski album This Is the Way. Collins i Wilkeson su nastavili rad 1983. kao Allen Collins Band, a Gary i Dale Rossington 1986. kao The Rossington Band. Oba su sastava kratko trajala, do ponovnog okupljanja Lynyrda Skynyrda 1987.

## Diskografija
- Anytime, Anyplace, Anywhere (1980.)
- This Is the Way (1981.)

## Članovi
- Gary Rossington - gitara
- Allen Collins - gitara
- Leon Wilkeson - bas-gitara
- Billy Powell - klavijature
- Dale Krantz-Rossington - vokal
- Barry Lee Harwood - gitara, vokal
- Derek Hess - bubnjevi i udaraljke